# Tom Atkins
Pour les articles homonymes, voir Tom Atkins (homonymie) et Atkins.
Tom Atkins est un acteur américain né le 13 novembre 1935 à Pittsburgh (Pennsylvanie).

## Biographie
Tom Atkins naît en novembre 1935 à  Pittsburgh, en Pennsylvanie.
Il commence sa carrière sur et hors de Broadway, avant d'aménager à Los Angeles à la recherche d'une carrière au cinéma et à la télévision.
En décembre 1963, il apparaît pour la première fois à la télévision, sur NBC, dans un épisode du Soap opera The Doctors.
En 1968, il décroche son premier rôle au grand écran dans Le Détective (The Detective) de Gordon Douglas, aux côtés de Frank Sinatra.
En 1974, il joue le personnage Alex Diel dans 7 épisodes de la série 200 dollars plus les frais (The Rockford Files), jusqu’en 1977.
En 1982, il apparaît brièvement dans le film à 5 sketchs d'horreur Creepshow de George A. Romero, avec qui il travaillera à nouveau pour Deux yeux maléfiques (Due occhi diabolici, 1990) et Bruiser (2000).

## Filmographie

### Longs métrages
- 1968 : Le Détective (The Detective) de Gordon Douglas : l'agent de police Jack Harmon
- 1970 : Where's Poppa? de Carl Reiner : le policier dans l'appartement
- 1970 : La Chouette et le Pussycat (The Owl and the Pussycat) de Herbert Ross : l'homme dans la voiture
- 1976 : Dollars en cavale (en) (Special Delivery) de Paul Wendkos : Zabelski
- 1980 : Fog (The Fog) de John Carpenter : Nick Castle
- 1980 : La Neuvième Configuration (The Ninth Configuration) de William Peter Blatty : le sergent Krebs
- 1981 : New York 1997 (Escape from New York) de John Carpenter : Rehme
- 1982 : Creepshow de George A. Romero : Stan, le père de Billy (segments Prologue et Épilogue)
- 1982 : Halloween 3 : Le Sang du sorcier (Halloween III: Season of the Witch) de Tommy Lee Wallace : le docteur Daniel Challis
- 1985 : Représailles (en) (The New Kids) de Sean S. Cunningham : « Mac » McWilliams
- 1986 : Extra Sangsues (Night of the Creeps) de Fred Dekker : l'inspecteur Ray Cameron
- 1987 : L'Arme fatale (Lethal Weapon) de Richard Donner : Michael Hunsaker
- 1988 : Lemon Sky de Jan Egleson : Douglas
- 1988 : Maniac Cop de William Lustig : le lieutenant de police Frank McCrae
- 1990 : Deux yeux maléfiques (Due occhi diabolici) de Dario Argento et George A. Romero : l'inspecteur Grogan (segment La Vérité sur le cas de Monsieur Valdemar)
- 1992 : Bob Roberts de Tim Robbins : le docteur Caleb Menck
- 1993 : Piège en eaux troubles (Striking Distance) de Rowdy Herrington : oncle Fred
- 2000 : Bruiser de George A. Romero : l'inspecteur McCleary
- 2001 : Out of the Black de Karl Kozak : Eugene Carter
- 2002 : Turn of Faith de Charles Jarrott : Charlie Ryan
- 2009 : Meurtres à la St-Valentin (My Bloody Valentine 3D) de Patrick Lussier : le shérif Jim Burke
- 2009 : Shannon's Rainbow de Frank E. Johnson : le capitaine Martin
- 2009 : Trapped de Ron Hankinson et Gavin Rapp : l'inspecteur Abbott
- 2010 : The Chief de Steve Parys : Art Rooney Sr. (vidéo)
- 2011 : Hell Driver (Drive Angry) de Patrick Lussier : Cap
- 2014 : Apocalypse Kiss de Christian Grillo : le capitaine John Vogle
- 2014 : Judy's Dead de Dave Rodkey : Roy
- 2018 : Encounter de Paul Salamoff : le professeur Westlake
- 2019 : Trick de Patrick Lussier : Talbott

### Courts métrages
- 2011 : Arriving at Night d'Andrew Ford : Phil Redman
- 2020 : Polybius de Jimmy Kelly : shérif Atkins

### Téléfilms
- 1975 : Miles to Go Before I Sleep de Fielder Cook : O'Dell
- 1977 : Tarantula : Le Cargo de la mort (Tarantulas: The Deadly Cargo) de Stuart Hagmann : Buddy
- 1978 : L'Affaire Peter Reilly (A Death in Canaan) de Tony Richardson : lieutenant Bragdon
- 1980 : Power de Barry Shear et Virgil W. Vogel : Buck Buchanan
- 1982 : Desperate Lives de Robert Michael Lewis : John Cameron
- 1982 : Skeezer de Peter Hunt : Dr Chanless
- 1983 : Si tu me tues, je te tue (Murder Me, Murder You) de Gary Nelson : Jack Vance
- 1986 : Justice aveugle (en) (Blind Justice) de Rod Holcomb : Kramer
- 1987 : A Stranger Waits de Robert Michael Lewis : shérif Collier
- 1989 : Dead Man Out de Richard Pearce : Berger
- 1990 : The Heist de Stuart Orme : détective Leland
- 1990 : Des fleurs pour Matty (Kojak: Flowers for Matty) de Paul Krasny : lieutenant Ian Conner
- 1991 : L'Enlèvement de Peggy Ann Bradnick (Cry in the Wild: The Taking of Peggy Ann) de Charles Correll : Jamieson
- 1992 : L'Ombre de vérité (What She Doesn't Know) de Kevin James Dobson : Roy
- 1993 : Vengeance sur parole (Sworn to Vengeance) de Peter Hunt : Ed Barry
- 1996 : The Rockford Files: If the Frame Fits... de Jeannot Szwarc : le chef Diehl
- 1996 : Dying to Be Perfect: The Ellen Hart Pena Story de Jan Egleson : Henry Hart
- 1999 : The Rockford Files: If It Bleeds... It Leads de Stuart Margolin : le chef Alex Diehl

### Séries télévisées
- 1963 : The Doctors : Dylan Levein (épisode datant du 9 décembre 1963)[3]
- 1974 : Get Christie Love! : Peterson (saison 1, épisode 1 : Market for Murder)
- 1974 : Rhoda : Vic Rhodes (saison 1, épisode 6 : Pop Goes the Question)
- 1974 : Harry O : sergent Frank Cole (5 épisodes)
- 1974-1977 : 200 dollars plus les frais (The Rockford Files) : Alex Diel (7 épisodes)
- 1975 : The Rookies : Brad Gifford (saison 4, épisode 1 : Lamb to the Slaughter)
- 1975 : Hawaï police d'État (Hawaii Five-O) : Koko Apelika (saison 8, épisode 8 : Sing a Song of Suspense)
- 1976 : Visions : Robert Dayka (saison 1, épisode 8 : Pennsylvania Lynch)
- 1976-1977 : Serpico : lieutenant Tom Sullivan (16 épisodes)
- 1977 : 200 dollars plus les frais (The Rockford Files) : lieutenant Thomas Diehl (saison 4, épisode 3 : The Battle of Canoga Park)
- 1977 : Baretta : Vic (saison 4, épisode 10 : It Goes with the Job)
- 1979 : Lou Grant : Frank Durning (saison 2, épisode 13 : Fire)
- 1980 : Skag : Dr Moscone (saison 1, épisode 1 : Pilot)
- 1981 : Lou Grant : Jim Bronsky (saison 4, épisode 13 : Strike)
- 1981 : Lou Grant : Dr Sorenson (saison 5, épisode 7 : Drifters)
- 1981 : Standing Room Only : Craigin (épisode : Sherlock Holmes)
- 1982 : MASH : le commandant Lawrence Weems (saison 10, épisode 14 : The Tooth Shall Set You Free)
- 1982 : Quincy : John Todd (saison 7, épisode 10 : Guns Don't Die)
- 1982 : Quincy : le chef Gene Butler (saison 7, épisode 22 : The Last of Leadbottom)
- 1983 : Hôpital St Elsewhere (St Elsewhere) : Bob Lonnicker (saison 1, épisode 18 : Dog Day Hospital)
- 1983 : The Mississippi : Kenyon (saison 2, épisode 9 : Town Without Pity)
- 1983 : Masquerade : l'agent John (saison 1, épisode 1 : Pilot)
- 1984 : Hooker : Phil Parker / Tommy D'Amico (saison 3, épisode 16 : Hooker's Run)
- 1985 : L'Homme qui tombe à pic (The Fall Guy) : George Spiros (saison 4, épisode 22 : The Skip Family Robinson)
- 1986 : Alfred Hitchcock présente (Alfred Hitchcock Presents) : le capitaine (saison 1, épisode 13 : Beast in View)
- 1986 : Stingray : Donald Dixon (saison 1, épisode 4 : Sometimes You Gotta Sing the Blues)
- 1986 : Spenser (Spenser: For Hire) : Hatch (saison 2, épisode 4 : White Knight)
- 1986 : Equalizer (The Equalizer) : le démonstrateur (saison 1, épisode 22 : Pretenders, non crédité)
- 1987 : Equalizer (The Equalizer) : détective Frank Standish (2 épisodes)
- 1989 : On ne vit qu'une fois (One Life to Live) : Pike Buchanan (épisode datant du 19 avril 1989)[4]
- 1990 : Against the Law : Walter Littlefield (saison 1, épisode 1 : Pilote)
- 1993 : Walker, Texas Ranger : Wade (saison 2, épisode 10 : Night of the Gladiator)
- 1994 : Dans l'œil de l'espion (Fortune Hunter : Richard Bennett (saison 1, épisode 13 : Target: Millenium)
- 1996 : Xena, la guerrière (Xena: Warrior Princess : Atrius (saison 1, épisode 20 : Ties That Bind)
- 1998 : Homicide (Homicide: Life on the Street : Grenville Rawlins (saison 7, épisode 4 : The Twenty Percent Solution)
- 2003 : Oz : Mayor Wilson Lowen (2 épisodes)
- 2003 : New York, section criminelle : M. Monahan (saison 2, épisode 17 : Cold Comfort)
- 2004 : The Jury : Boyd Kingman (saison 1, épisode 3 : Mail Order Mystery)